# Apollo 11-grot
De Apollo 11-grot is een archeologische vindplaats in de Hunsberge in het zuiden van Namibië. In de grot werden tekeningen gevonden op stenen platen ter grootte van een hand, die niet alleen tot de oudste kunstwerken in Afrika behoren, maar ook tot de oudste bestaande tekeningen ter wereld. De site dankt zijn naam aan Wolfgang Erich Wendt, een archeoloog die op 24 juli 1969 onderzoek deed naar de voorheen naamloze grot. Toen hij nieuws ontving over de succesvolle terugkeer van de commandomodule van de Apollo 11, vernoemde Wendt de grot naar de eerste bemande maanmissie.

## Beschrijving
In 1969 onderzocht Wendt de grot in het zuiden van Namibië. Tussen houtskool uit haardplaatsen vond hij vier beschilderde steenfragmenten en een platte ovale kiezelsteen met verfresten. In 1972 ontdekte hij nog drie stenen platen, waaronder een fragment dat, samengebracht met een fragment uit de eerste opgravingsfase, het beeld vormde van een grote katachtige. De achterpoten van dit dier zien er menselijk uit. 
Niet alle motieven op de stenen platen kunnen duidelijk worden geïnterpreteerd. Op andere panelen zijn een in contourlijnen getekende neushoorn en een gestreept dier dat op een zebra lijkt vastgelegd in houtskool, oker en wit. Waarschijnlijk van buitenaf in de grot gebracht, bleven de platen in de grot, braken gedeeltelijk toen een deel van de grot instortte en werden uiteindelijk ingebed in de laatste vondstlaag uit Middle Stone Age. Uit onderzoek bleek dat de stenen platen geen afgebroken stukjes muur- of plafondschildering waren. Ze werden daarom geclassificeerd als mobiele kunst.
Wendt kon zeven belangrijke cultuurlagen detecteren in de maximaal 2,40 m dikke sedimentlaag van de Apollo 11-grot. Naast artefacten en ecofacten uit struisvogeleierschalen, botten, aardewerk en hout, heeft hij ongeveer 57.000 stenen artefacten opgegraven. In totaal vonden Wendt en zijn collega's zeven geschilderde stenen tabletten in de grot en ontdekten meer dan 60.000 vondsten. Door middel van radiokoolstofdatering werd aan de platen een ouderdom van 27.000 jaar BP (Middle Stone Age) toegekend. Daarmee behoren ze tot de oudste vondsten in zuidelijk Afrika. Onderzoek van fragmenten van struisvogeleierschalen met zorgvuldig afgeronde randen, die delen van hangers zouden kunnen zijn, uit de Howiesons Poort- lagen van de Apollo 11-grot, gaven een leeftijd van 40.000 jaar aan.  
Ralf Vogelsang van het Afrika-Onderzoekscentrum van het Instituut voor Prehistorie en Protogeschiedenis van de Universiteit van Keulen onderzocht de grot in 2007. De opgravingen leverden een reeks bewoningslagen op die meer dan 100.000 jaar besloegen. 
Vondsten uit de Apollo 11-grot zijn te zien in het Namibische Nationale Museum in Windhoek. De stenen platen zijn opgeslagen in een kluis in het Nationaal Museum. 

## Betekenis
De tekeningen op de stenen platen van de Apollo 11-grot behoren tot de vroegste bewijzen van artistieke creatie, waarvan het begin wereldwijd onder meer ligt bij de ivoren beelden uit de Hohle Fels- grot in Zuid-Duitsland en de grotschilderingen in de Chauvet-grot in Frankrijk.